# Кубок Беларуси по футболу 1992/1993
Кубок Беларуси по футболу 1992/1993 годов — 2-й розыгрыш ежегодного клубного турнира, второго по значимости в стране. Финал Кубка состоялся 22 июня 1993 года на стадионе «Динамо» в Минске. Обладателем трофея впервые стал гродненский «Неман», обыгравший речицкий «Ведрич» со счётом 2:1.

## 1/32 финала
Матчи состоялись 24 сентября 1992 года.
| Хозяева                   | Счёт           | Гости                    |
| ------------------------- | -------------- | ------------------------ |
| Беларусь (Марьина Горка)  | 2:0            | Полесье (Мозырь)         |
| Оресса (Любань)           | 3:2            | Виктория (Клецк)         |
| Строитель (Берёза)        | 2:5            | АФВиС-РШВСМ (Минск)      |
| Легмаш (Орша)             | 6:1            | Технолог (Ивацевичи)     |
| Кардан-Флайерс (Гродно)   | 0:4            | Шинник (Бобруйск)        |
| Колос (Устье)             | 1:2            | Коммунальник (Пинск)     |
| Электромодуль (Молодечно) | 0:2            | Деревообработчик (Мосты) |
| Атака-407 (Минск)         | 0:2            | Нафтан (Новополоцк)      |
| Химик (Светлогорск)       | 2:2 (4:2 пен.) | Альбертин (Слоним)       |
| Заря (Языль)              | +:- (тех.рез.) | Спартак (Шклов)          |
| Беларусь (Минск)          | 1:0            | Смена (Минск)            |

## 1/16 финала
Матчи состоялись 7 октября 1992 года.
| Хозяева                               | Счёт           | Гости                     |
| ------------------------------------- | -------------- | ------------------------- |
| Нива-Трудовые Резервы (Самохваловичи) | 0:2            | Строитель (Старые Дороги) |
| Сельмаш (Могилёв)                     | 0:2            | Химик (Гродно)            |
| Днепр (Могилёв)                       | 3:2            | Беларусь (Минск)          |
| Гомсельмаш (Гомель)                   | 8:0            | Беларусь (Марьина Горка)  |
| Трактор (Бобруйск)                    | 2:3            | Оресса (Любань)           |
| АФВиС-РШВСМ (Минск)                   | 0:8            | Динамо (Минск)            |
| БелАЗ (Жодино)                        | 5:0            | Легмаш (Орша)             |
| Шинник (Бобруйск)                     | 0:0 (3:4 пен.) | Локомотив (Витебск)       |
| Коммунальник (Пинск)                  | 3:1            | Торпедо (Минск)           |
| Деревообработчик (Мосты)              | 1:0            | Шахтёр (Солигорск)        |
| Нафтан (Новополоцк)                   | 2:0            | Обувщик (Лида)            |
| Ведрич (Речица)                       | +:- (тех.рез.) | Заря (Языль)              |
| КИМ (Витебск)                         | 5:0            | Химик (Светлогорск)       |
| Неман (Столбцы)                       | 0:6            | Торпедо (Могилёв)         |
| Брестбытхим (Брест)                   | 1:2 (д.в.)     | Металлург (Молодечно)     |
| Станкостроитель (Сморгонь)            | 0:3            | Динамо (Брест)            |

## 1/8 финала
Матчи состоялись 14 октября 1992 года.
| Хозяева                   | Счёт            | Гости                 |
| ------------------------- | --------------- | --------------------- |
| Строитель (Старые Дороги) | 2:3 (д.в.)      | Химик (Гродно)        |
| Днепр (Могилёв)           | 2:0             | Гомсельмаш (Гомель)   |
| Оресса (Любань)           | 0:5             | Динамо (Минск)        |
| Локомотив (Витебск)       | 1:0             | БелАЗ (Жодино)        |
| Деревообработчик (Мосты)  | 1:3             | Коммунальник (Пинск)  |
| Нафтан (Новополоцк)       | 1:2             | Ведрич (Речица)       |
| Торпедо (Могилёв)         | 1:3             | КИМ (Витебск)         |
| Динамо (Брест)            | 1:1 (9:10 пен.) | Металлург (Молодечно) |

## 1/4 финала
Первые матчи — 21 октября 1992 года.

Ответные матчи — 5 ноября 1992 года.
| Команда 1             | Итог | Команда 2       | 1-й матч | 2-й матч |
| --------------------- | ---- | --------------- | -------- | -------- |
| Химик (Гродно)        | 3:2  | Днепр (Могилёв) | 0:1      | 3:1      |
| Локомотив (Витебск)   | 3:10 | Динамо (Минск)  | 1:8      | 2:2      |
| Коммунальник (Пинск)  | 1:4  | Ведрич (Речица) | 0:1      | 1:3      |
| Металлург (Молодечно) | 1:3  | КИМ (Витебск)   | 1:0      | 0:3      |

## 1/2 финала
Первые матчи — 24 апреля 1993 года.

Ответные матчи — 2 мая 1993 года.
| Команда 1       | Итог       | Команда 2      | 1-й матч | 2-й матч |
| --------------- | ---------- | -------------- | -------- | -------- |
| Динамо (Минск)  | 4:4 (д.в.) | Неман (Гродно) | 2:3      | 2:1      |
| Ведрич (Речица) | 3:1        | КИМ (Витебск)  | 2:0      | 1:1      |

## Финал
| 22 июня 1993 18:00 | \| Неман (Гродно) \| 2:1 \| Ведрич (Речица) \| \| Сысоев 18′ · Мазурчик 28′ \| Голы \| Агеев 84′ \| | Динамо, Минск Зрителей: 11 000 Судья: Вадим Жук (Минск) |
| Неман: Свирков, Мардас, Сысоев, Гуренко, Мирошкин, Юйко, Троско, Мазурчик (Батюто, 74), Белезяко (Жилюк, 80), Короза, Солодовников (к). Ведрич: Аврамов, Ковалёв (Шкунов, 34), Трегубов, Ходырев, Порохов, Саутин, Лощаков, Новиков (Зайцев, 75), Шинкарёв (к), Скоробогатый, Марченко (Агеев, 53). ПРЕДУПРЕЖДЕНИЕ: Лощаков (66). | |                                                         |
| Неман (Гродно) | 2:1                                                                                                 | Ведрич (Речица)                                         |
| Сысоев 18′ · Мазурчик 28′ | Голы                                                                                                | Агеев 84′                                               |

| Обладатель Кубка Беларуси 1992/93 |
| --------------------------------- |
| Неман (Гродно) Первый кубок       |